# رابین بارتل
رابین بارتل (انگلیسی: Robin Bartel؛ زادهٔ ۱۶ مهٔ ۱۹۶۱) بازیکن هاکی روی یخ اهل کانادا است.
از باشگاه‌هایی که در آن بازی کرده‌است می‌توان به کلگری فلیمس و ونکوور کناکز اشاره کرد.